# Ryō Takahashi (Fußballspieler, 2000)
Ryō Takahashi (japanisch 高橋 亮 Takahashi Ryō; * 11. Juli 2000 in der Präfektur Tokio) ist ein japanischer Fußballspieler.

## Karriere
Takahashi erlernte das Fußballspielen in der Jugendmannschaft des FC Esblanco und dem FC Tokyo. Während der Jugend spielte er 18-mal für die U23-Mannschaft. Die U23 spielte in der dritten japanischen Liga, der J3 League. Nach der Jugend wechselte er 2019 in die Universitätsmannschaft der Tōyō-Universität. Seinen ersten Vertrag unterschrieb er am 5. Januar 2023 bei Albirex Niigata (Singapur). Der Verein, ein Ableger des japanischen Erstligisten Albirex Niigata, spielt in der ersten singapurischen Liga, der Singapore Premier League. Sein erstes Pflichtspiel für Albirex bestritt er am 19. Februar 2023 im Singapore Community Shield. In dem Spiel gegen Hougang United stand er in der Startelf und spielte die kompletten 90 Minuten. Albirex gewann das Spiel 3:0. Sein erstes Pflichtspiel in der Liga bestritt er am 1. Spieltag am 25. Februar 2023 im Heimspiel gegen die Young Lions. Bei dem 3:0-Sieg stand er in der Startelf und wurde in der 81. Minute gegen Keito Hariya ausgewechselt. Am Ende der Saison 2023 feierte er mit Niigata die singapurische Meisterschaft.

## Erfolge
Albirex Niigata (Singapur)
- Singapurischer Meister: 2023
- Singapore Community Shield: 2023